# エルギネルペトン

ユーラメリカ大陸図
エルギネルペトンは "Scotland" 相当地域に分布した。

エルギネルペトン（学名：genus Elginerpeton）は、約3億7,500万年前（古生代デボン紀後期初頭フラニアンにおけるユーラメリカ大陸中南部（現在のスコットランド相当地域。■テンプレート下の画像参照）の水域に棲息していた原始的四肢動物。
かつては肉鰭類に分類されていたが、スウェーデンの古生物学者ペル・アールベリ (en) による1990年代初頭の再調査で極めて原始的な四肢動物であることが判明した。本種は近縁のオブルチェヴィクティスとともに、骨格化石が得られている四肢動物としては2010年時点で最も古いものである。

## 呼称
属名は、発見地名 Elgin （エルギン）に古代ギリシア語: ἑρπετόν （herpeton; ヘルペトン）「這いずる生物」をあわせた合成語。

## 発見
本種の化石は、スコットランド中部のマレーシャイア（エルギンシャイア。County of Moray、Morayshire、Elginshire）地方のエルギン市［en］近郊に所在するデボン紀の化石産地スキャット・クレッグから発見された。
これまでに発見された化石は断片的なものであり、肩、股関節、大腿骨、脛骨、上下の顎である。この動物と関連する、上腕骨と思われる化石も見つかっている。

## 形態・生態
化石から推定された全長は約1.5メートルである。エルギネルペトンはその顎に、エルピストステゲ目（エルピストステゲやティクターリク）や、より進化したエルピストステゲ類と言うべき系統にある四肢動物が共有する特徴を併せ持っている。股関節や肢の構造はイクチオステガと似ているが、肩の構造はヒネルペトンやチュレルペトンに類似する。脚（あるいは鰭）の化石は発見されていない。そのため、エルギネルペトンがパンデリクティスに近縁なのか、それとも他の原始的な四肢動物に近縁なのかははっきり分かっていない。また、エルギネルペトンと同時代のオブルチェヴィクティスは、のちのデボン紀末期ファメニアンに見られる四肢動物とは異なる特徴を備えていた。頭蓋骨前部の幅はオステオレピス科の肉鰭類やその他の初期の四肢動物より狭く、一方で頭蓋の長さははるかに長かった。エルギネルペトンやオブルチェヴィクティスには、他の四肢動物の出現する前に起きた適応放散が見られるかもしれない。関連する生物としては、板皮類（ボトリオレピス）、棘魚類、ハイギョ、プロレピス目 肺魚形類［en］、異甲類［en］) がある。